# Peter Haskell

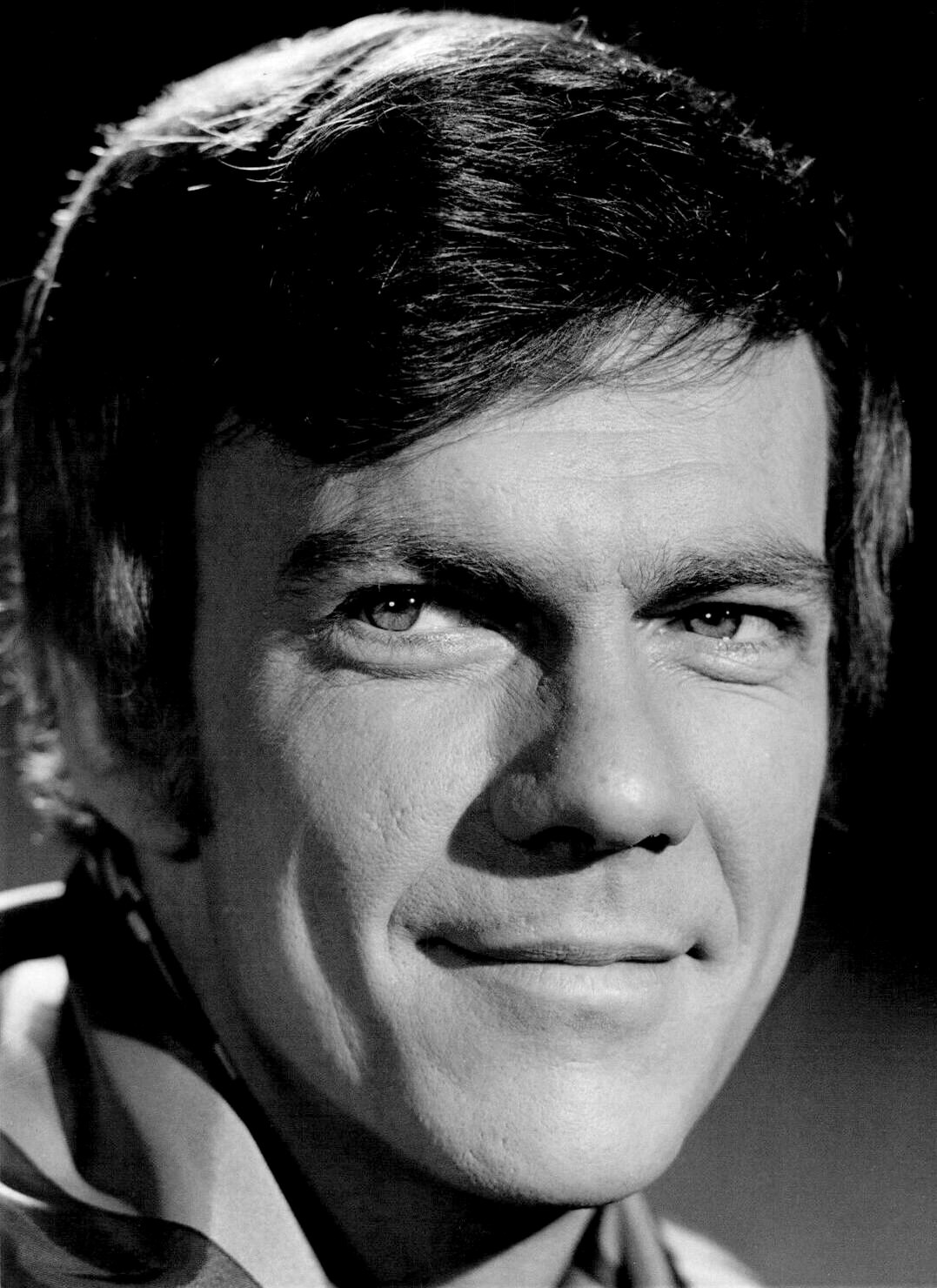
Werbefoto von Peter Haskell für Bracken’s World

Peter Abraham Haskell (* 15. Oktober 1934 in Boston, Massachusetts; † 12. April 2010 in Northridge, Los Angeles, Kalifornien) war ein US-amerikanischer Filmschauspieler.

## Leben
Haskell wurde 1934 in Boston als Sohn von Rose Veronica Haskell, geborene Golden und dem Geophysiker Norman Haskell geboren. Er besuchte die Browne & Nichols-Schule und erwarb später einen Bachelor an der Harvard University, nachdem er zwei Jahre lang bei der United States Army arbeitete.
Peter Haskells Plan, an der Columbia University zu studieren, schlug fehl, als er in dem Off-Broadway-Stück The Love Nest mit James Earl Jones und Sally Kirkland auftrat. 1960 heiratete er Annie Compton. Die Ehe hielt bis 1974.
Im gleichen Jahr heiratete der US-Amerikaner Diane Tolmich, mit der er bis zu seinem Tod liiert war. Er hat zwei Kinder. Peter Haskell starb am 12. April 2010 im Alter von 75 Jahren. Berichte geben als Todesursache einen Herzinfarkt an.
Als Schauspieler für Film und Fernsehen war er seit Mitte der 1960er Jahre in mehr als 100 Produktionen zu sehen, wobei er vor allem in Fernsehserien auftrat.

## Filmografie (Auswahl)
- 1964: Im wilden Westen (Death Valley Days, Fernsehserie, 1 Folge)
- 1965–1966: Ben Casey (Fernsehserie, 3 Folgen)
- 1966: Passages from James Joyce’s Finnegans Wake
- 1965–1967: Combat! (Fernsehserie, 3 Folgen)
- 1968: Lassie (Fernsehserie, 3 Folgen)
- 1969: Planet der Giganten (Land of the Giants, Fernsehserie)
- 1969: An Impression of John Steinbeck: Writer (Dokumentar-Kurzfilm, Erzähler)
- 1971: The Numbers Start with the River (Dokumentar-Kurzfilm, Erzähler)
- 1973–1980: Barnaby Jones (Fernsehserie, 3 Folgen)
- 1974: Trauschein in den Tod (Christina)
- 1974: Feuerwache 23 (Firehouse, Fernsehserie, 1 Folge)
- 1974: Polizeiarzt Simon Lark (Police Surgeon, Fernsehserie, 1 Folge)
- 1975: Die Straßen von San Francisco (The Streets of San Francisco, Fernsehserie)
- 1976: Reich und arm – Buch 2 (Rich Man – Poor Man, Fernsehserie – 22 Episoden)
- 1977: Drei Engel für Charlie (Charlie’s Angels; Folge: „Ein verliebter Engel“)
- 1979: Sieben Stuntmänner räumen auf (The Fantastic Seven)
- 1979: Drei Engel für Charlie (Fernsehserie, Folge Wenn Engel Geburtstag feiern (Angels Remembered))
- 1981: Hart aber herzlich (Hart to Hart; Folge: „Blüten-Traumschiff“)
- 1982: Forty Days of Musa Dagh
- 1986: Mac Gyver (Staffel 2, Folge 1) Der tödliche Computer (Human Factor)
- 1987–1988: Privatdetektiv Harry McGraw (The Law & Harry McGraw, Fernsehserie, 16 Folgen)
- 1989: Red Fox
- 1990: Chucky 2 – Die Mörderpuppe ist wieder da (Child's Play 2)
- 1991: Babes (Fernsehserie)
- 1991: Columbo: Der erste und der letzte Mord (Columbo – Caution: Murder Can Be Hazardous to Your Health) (Fernsehfilm)
- 1991: Chucky 3 (Child's Play 3)
- 1997: Diagnose: Mord (Diagnosis Murder, Fernsehserie)
- 2000, 2003: J.A.G. – Im Auftrag der Ehre (JAG, Fernsehserie, 2 Folgen)
- 2008: Sex & Lies in Sin City
- 2009: Emergency Room – Die Notaufnahme (ER, Fernsehserie)